# Emma de Brême
Pour les articles homonymes, voir Emma.
Sainte Emma de Brême, Emma de Sangau, (vers 1038-1040) est une veuve qui consacra toute sa grande fortune à des œuvres charitables. Fêtes le 29 juin par l'Église catholique, le 3 décembre (natalice) et le 19 avril (invention de ses reliques) dans le calendrier français des fleuristes, on trouve parfois 17 avril.
Elle était issue d'une noble famille de rois saxons et elle était la sœur de saint Meinwerk évêque de Paderborn. Elle fut mariée à un comte nommé Ludger et, en 1011, devint veuve à quarante ans.
Elle est honorée là où elle a vécu son veuvage, dans la localité de Lusum, au Nord de Brême, aujourd'hui un quartier de la ville.
Ses reliques ont été déposées dans la cathédrale de Verden.